# Passiflora escobariana
Passiflora escobariana J.M. MacDougal – gatunek rośliny z rodziny męczennicowatych (Passifloraceae Juss. ex Kunth in Humb.). Występuje naturalnie w Panamie oraz północnej Kolumbii. 

## Morfologia
PokrójZdrewniałe, trwałe, owłosione liany.
LiściePodwójnie klapowane, sercowate u podstawy. Mają 7–25 cm długości oraz 6–12 cm szerokości. Całobrzegie, z tępym lub ostrym wierzchołkiem. Ogonek liściowy jest owłosiony i ma długość 25–60 mm. Przylistki są liniowo lancetowate, mają 5–7 mm długości.
KwiatyPojedyncze lub zebrane w pary. Działki kielicha są podłużnie lancetowate, białawe, mają 1,8–2,3 cm długości. Płatki są owalne lub lancetowate, różowawe, mają 1,5–1,7 cm długości. Przykoronek ułożony jest w 1–2 rzędach, biało-różowawy, ma 2–13 mm długości.
OwoceSą wrzecionowatego kształtu. Mają 7 cm długości i 2,5 cm średnicy.